# Fayette (Alabama)
Fayette és una població dels Estats Units a l'estat d'Alabama. Segons el cens del 2000 tenia 4.922 habitants.

## Demografia
Segons el cens del 2000, Fayette tenia 4.922 habitants, 2.092 habitatges, i 1.303 famílies. La densitat de població era de 222 habitants/km².
Dels 2.092 habitatges en un 26,9% hi vivien nens de menys de 18 anys, en un 45,2% hi vivien parelles casades, en un 14,2% dones solteres, i en un 37,7% no eren unitats familiars. En el 35,5% dels habitatges hi vivien persones soles el 19% de les quals corresponia a persones de 65 anys o més que vivien soles. El nombre mitjà de persones vivint en cada habitatge era de 2,2 i el nombre mitjà de persones que vivien en cada família era de 2,85.
Per edats la població es repartia de la següent manera: un 21,4% tenia menys de 18 anys, un 9% entre 18 i 24, un 24,2% entre 25 i 44, un 23,9% de 45 a 60 i un 21,6% 65 anys o més.
L'edat mediana era de 42 anys. Per cada 100 dones hi havia 81,4 homes. Per cada 100 dones de 18 o més anys hi havia 75,7 homes.
La renda mediana per habitatge era de 25.714 $ i la renda mediana per família de 36.589 $. Els homes tenien una renda mediana de 29.857 $ mentre que les dones 21.899 $. La renda per capita de la població era de 15.553 $. Aproximadament el 12,5% de les famílies i el 18% de la població estaven per davall del llindar de pobresa.

## Poblacions més properes
El següent diagrama mostra les poblacions més properes.